# لامون
لامون (بالإيطالية: Lamon)‏ هي بلدية في مقاطعة بلونة في منطقة فنيتة الإيطالية، وتقع على بعد 80 كيلومترًا (50 ميلًا) شمال غرب مدينة البندقية و35 كيلومترًا (22 ميلًا) غرب بلونة.